# Der Notar von Châteauneuf
Der Notar von Châteauneuf (Originaltitel Le Notaire du Châteauneuf)  ist eine Erzählung von Georges Simenon, in der Kommissar Maigret in Châteauneuf-sur-Loire ermittelt. Das zur Reihe der Maigret-Romane und -Erzählungen gehörende Werk entstand 1937/38 in La Rochelle. Die Erzählung erschien am 17. Juni 1938 als Vorabdruck in der Zeitschrift Police-Film.  In Buchform erschien es 1944 in dem Erzählband Les Nouvelles Enquêtes de Maigret bei Gallimard. 1976 erschien die Erzählung bei Kiepenheuer und Witsch erstmals in der Übersetzung von Hansjürgen Wille und Barbara Klau, in neuer Übersetzung von Josef Winiger 1990 bei Diogenes in Madame Maigrets Liebhaber.

## Handlung

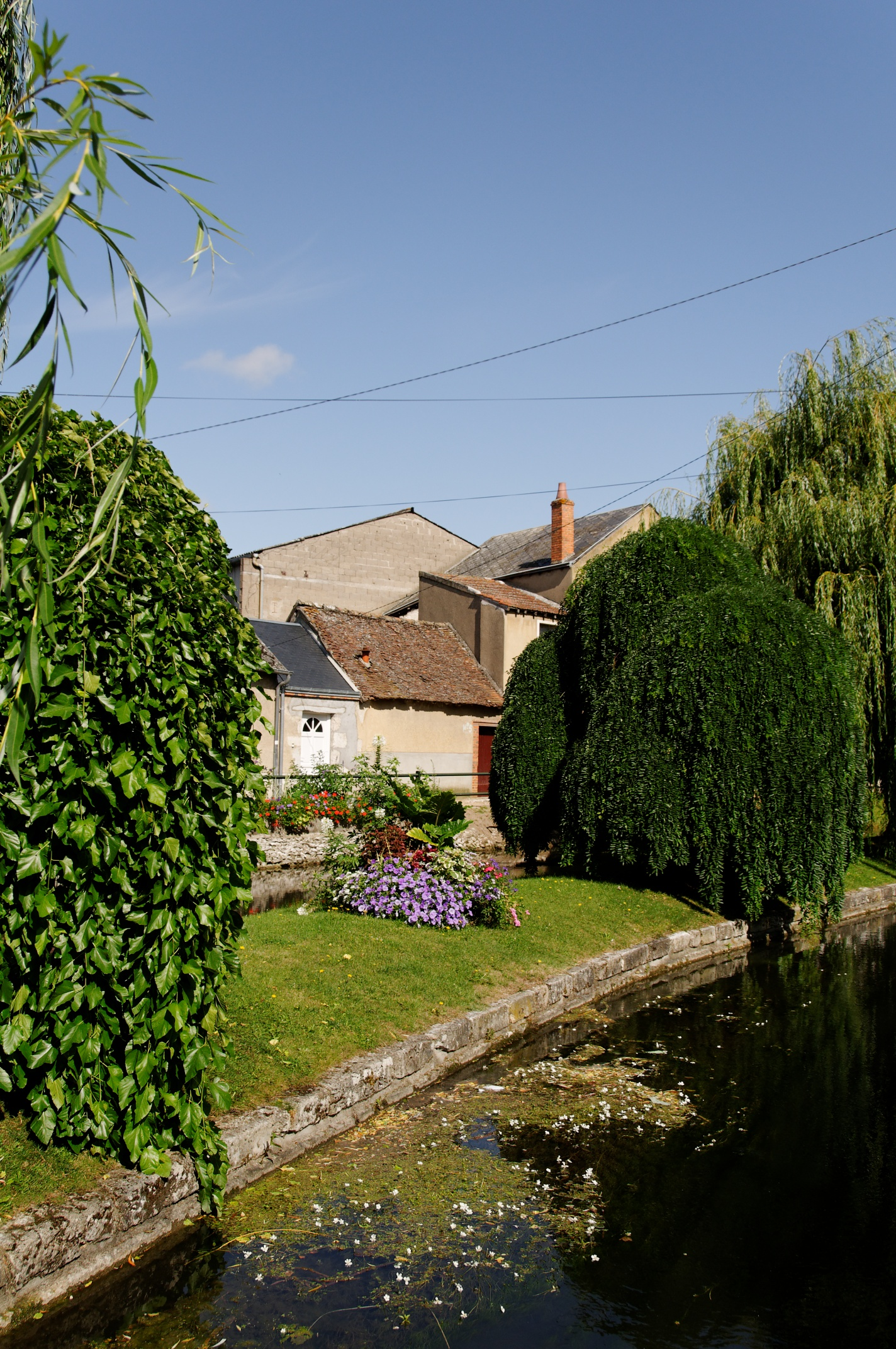
Meung-sur-Loire

In seinem Altersruhesitz in Meung-sur-Loire wird Maigret bei der Gartenarbeit unterbrochen; sein Besucher ist ein Notar aus Châteauneuf-sur-Loire.  Monsieur Motte ist Sammler von Elfenbein-Schnitzereien und besitzt einige wertvolle Stücke. Nun hat er festgestellt, dass einige Figuren aus seiner Sammlung verschwunden sind, ohne dass es einen Einbruch gegeben habe. Motte bittet Maigret, sich um den Fall zu kümmern. Der Ex-Kommissar besucht Motte in seinem Haus, in dem er mit seinen drei Töchtern, Clotilde (23 Jahre), Armande (19 Jahre) und Emilienne (sechs Jahre) lebt. Armande ist mit einem jungen Maler, Gérard Donavant liiert, den sie bald heiraten will. Motte hat nichts gegen diese Verbindung, doch Donavants Vater ist ein international bekannter Meisterdieb, der sich inzwischen zur Ruhe gesetzt hat, genannt der Commodore. Monsieur Motte beschreibt seinen Schlachtplan: Maigret könne sich weder als Kommissar noch als Detektiv vorstellen, dann würde die Familie ihn durchschauen, sondern als alter Kriegskamerad, der jetzt Holzgroßhändler ist. Bei der Begegnung mit dem Verdächtigen Nummer 1 erkennt Maigret seinen alten Kontrahenten wieder; Maigret hatte den Vater, der mit Vorliebe holländische Kaufleute in Zügen ausnahm, dreimal verhaftet, aber es hatte nie zu einer Anklage gereicht. Der junge Maler weiß, warum der Mann – der kein Holzgroßhändler war – hier ist. Maigret hat nun auch erkannt, dass der junge Maler – der vom Notar des Diebstahls verdächtig wurde – ihn erkannt hat.

## Ausgaben
Nach dem Vorabdruck in der Zeitschrift Police-Film (première série, n° 8 du 17 juin 1938) wurde die Erzählung in Les nouvelles enquêtes de Maigret (Paris, Gallimard, NRF., 1944) veröffentlicht. Sie wurde in die Simenon-Werkausgaben Œuvres complètes (Lausanne, Editions Rencontre, 1967–1973) in Band IX, in Tout Simenon (Paris, Presses de la Cité, 1988–1993) in Band 25 und in Tout Simenon (Paris, Omnibus, 2002–2004) in Band 25 aufgenommen.  In deutscher Übersetzung liegt sie in dem bei Diogenes 2009 erschienenen Sammelband Sämtliche Maigret-Geschichten (ISBN 978-3-257-06682-1) vor.

## Adaption
- Le Notaire de Châteauneuf, Folge der französischen Fernsehserie Les Enquêtes du commissaire Maigret (Regie: Gérard Gozlan), mit Jean Richard als Maigret, Ausstrahlung 1988